# マグヌス・エーレンドソン

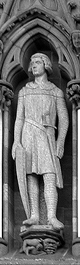
聖マグヌス像、ニーダロス大聖堂（トロンハイム）

聖マグヌス（Saint Magnus）またはオークニー伯マグヌス・エーレンドソン （Earl Magnus Erlendsson of Orkney）（1075年 - 1115年）は、スコットランドに属するオークニー伯。1108年から1115年までその位にあった。彼の物語は二つのサガとなり、「マグヌス・サガ」、「レジェンダ・デ・サンクト・マグノ」として残っている。「マグナス・エーレンドスン」とも呼ばれる。
彼の祖父であるオークニー伯トールフィンには、エーレンドとポールという双生児の息子たちがいた。彼の妻インギビオルグの父親の名前はフィン・アルネッソンといい、ノルウェー王オーラヴ2世とハーラル2世の血を引いていた。

## 生涯
マグヌスはエーレンド・トールフィンソンの息子として生まれ、父エーレンドは最初マグヌス3世の臣下だった。マグヌス3世は1098年にオークニーの所有権をエーレンドとポールの兄弟から取り上げた。ポールの息子ホーコン・ポールソンはノルウェー王子シグルドの摂政となり、彼は1105年にオークニー伯となった。オークニーのサガによると、マグヌスは敬虔で柔和であるという評判の持ち主で、その信仰ゆえにヴァイキングが荒らすアングルシー島での戦闘を拒み、ノース人に経歴を抹消されてしまったという。彼はスコットランド王国への亡命を強いられたが、1105年に帰還し従兄ホーコンから継承権を奪い取った。認可がうまくいかなかったため、彼はエイステン2世王の助けを借り、伯領を1114年までホーコンと友好的に共同統治を行った。
2人の共同統治が崩壊すると、双方はメインランド島で戦闘を開始した。和平を交渉するため、2人の伯爵は互いに2隻の船のみを連れてエギルセー島で面会した。マグヌスは1115年4月16日に2隻の船で到着したが、ホーコンは8隻の船を引き連れるという裏切り行為を行った。マグヌスは捕らえられ、亡命するか幽閉されるかの選択を迫られた。しかしオークニー諸島の族長らによる評議会は、一方の伯爵の死を求めた。ホーコンの使者オフェイグはマグヌスの処刑を拒み、怒ったホーコンは自分の料理人リフォルフに命じ、マグヌスの頭を斧で切り落とさせた。マグヌスは初め、死刑執行人たちの魂のため祈ったという。彼の亡骸は殺された場所に埋葬された。彼の伝説によると、墓の周囲の岩石地は奇跡のように緑地となった。のち、マグヌスの母トーラは、息子を教会へ埋葬したいとホーコンの許可を仰いだ。ホーコンはそれを許し、マグヌスはバーセーのキリスト教会に埋葬された。
そこでは、数多くの奇跡的な出来事と癒しが報告された。オークニー司教老ウィリアムは、『そのような噂に振り回されてはならない』と警告したところ、彼はたちまち盲目となった。老ウィリアムはマグヌスの墓の前で祈りを捧げ、たちまち視力を取り戻した。
マグヌスの甥ログンヴァルドはオークニー伯位を請求し、父コルの助言を得て、伯父の記念にカークウォールに石造の教会を寄進すると島民たちに約束した。これが聖マグヌス大聖堂となった。1137年に始まった大聖堂の奉献でマグヌスの遺骨が移動され、1917年に円柱の中の隠されたくぼみから、損傷を受けた頭蓋骨を含む遺骨が箱詰めされて発見された。これらは疑いもなく、聖マグヌスの遺骨だとされている。
フェロー諸島では、エーレンドル司教のいた13世紀に聖マグヌス大聖堂が建てられた。この教会でも聖マグヌスを祀り、1905年には遺骨が発見された。カークユボルはフェロー諸島の最も重要な史跡の一つで、世界遺産登録が期待されている。ヨーロッパでは、聖マグヌスのために捧げられた教会が21箇所ある。